# Kanton Valleraugue

Kanton Valleraugue

Der Kanton Valleraugue war bis 2015 ein französischer Wahlkreis im Arrondissement Le Vigan, im Département Gard und in der Region Languedoc-Roussillon. Er hatte den Hauptort Valleraugue und wurde 2015 im Rahmen einer landesweiten Neugliederung der Kantone aufgelöst.

## Gemeinden
Der Kanton umfasste Wahlberechtigte aus drei Gemeinden:
| Gemeinde                   | Einwohner Jahr | Fläche km² | Bevölkerungsdichte | Code INSEE | Postleitzahl |
| -------------------------- | -------------- | ---------- | ------------------ | ---------- | ------------ |
| Notre-Dame-de-la-Rouvière  | 436 (2013)     | 16,49      | 26 Einw./km²       | 30190      | 30570        |
| Saint-André-de-Majencoules | 623 (2013)     | 21,79      | 29 Einw./km²       | 30229      | 30570        |
| Valleraugue                | 1.039 (2013)   | 78,35      | 13 Einw./km²       | 30339      | 30570        |